# 제3영화
제3영화(스페인어: Tercer Cine)는 1960년대 말에 시작한 라틴 아메리카의 영화 운동으로, 신식민주의와 자본주의를 거부하며 상업 영화에 집중된 할리우드 체제를 비판한다.
‘제3영화’라는 이름은 아르헨티나의 감독 페르난도 솔라나스와 옥타비오 게티노가 발표한 매니페스토 〈제3영화를 향하여(Hacia un tercer cine)〉에서 비롯되었다.